# Échec au roi
Cet article concerne la situation dite de mise en échec au jeu appelé « les échecs ». Pour d'autres emplois du mot, voir échec.
Pour les articles homonymes, voir Échec au roi (film).
Cet article utilise la notation algébrique pour décrire des coups du jeu d'échecs.
|   | a | b | c | d | e | f | g | h |   |
| 8 | Roi noir sur case noire h8 · Pion blanc sur case blanche d7 · Tour blanche sur case blanche c6 · Roi blanc sur case blanche e6 · Cavalier blanc sur case noire b4 · Fou noir sur case blanche a2 · Tour noire sur case blanche f1 | Roi noir sur case noire h8 · Pion blanc sur case blanche d7 · Tour blanche sur case blanche c6 · Roi blanc sur case blanche e6 · Cavalier blanc sur case noire b4 · Fou noir sur case blanche a2 · Tour noire sur case blanche f1 | Roi noir sur case noire h8 · Pion blanc sur case blanche d7 · Tour blanche sur case blanche c6 · Roi blanc sur case blanche e6 · Cavalier blanc sur case noire b4 · Fou noir sur case blanche a2 · Tour noire sur case blanche f1 | Roi noir sur case noire h8 · Pion blanc sur case blanche d7 · Tour blanche sur case blanche c6 · Roi blanc sur case blanche e6 · Cavalier blanc sur case noire b4 · Fou noir sur case blanche a2 · Tour noire sur case blanche f1 | Roi noir sur case noire h8 · Pion blanc sur case blanche d7 · Tour blanche sur case blanche c6 · Roi blanc sur case blanche e6 · Cavalier blanc sur case noire b4 · Fou noir sur case blanche a2 · Tour noire sur case blanche f1 | Roi noir sur case noire h8 · Pion blanc sur case blanche d7 · Tour blanche sur case blanche c6 · Roi blanc sur case blanche e6 · Cavalier blanc sur case noire b4 · Fou noir sur case blanche a2 · Tour noire sur case blanche f1 | Roi noir sur case noire h8 · Pion blanc sur case blanche d7 · Tour blanche sur case blanche c6 · Roi blanc sur case blanche e6 · Cavalier blanc sur case noire b4 · Fou noir sur case blanche a2 · Tour noire sur case blanche f1 | Roi noir sur case noire h8 · Pion blanc sur case blanche d7 · Tour blanche sur case blanche c6 · Roi blanc sur case blanche e6 · Cavalier blanc sur case noire b4 · Fou noir sur case blanche a2 · Tour noire sur case blanche f1 | 8 |
| 7 | Roi noir sur case noire h8 · Pion blanc sur case blanche d7 · Tour blanche sur case blanche c6 · Roi blanc sur case blanche e6 · Cavalier blanc sur case noire b4 · Fou noir sur case blanche a2 · Tour noire sur case blanche f1 | Roi noir sur case noire h8 · Pion blanc sur case blanche d7 · Tour blanche sur case blanche c6 · Roi blanc sur case blanche e6 · Cavalier blanc sur case noire b4 · Fou noir sur case blanche a2 · Tour noire sur case blanche f1 | Roi noir sur case noire h8 · Pion blanc sur case blanche d7 · Tour blanche sur case blanche c6 · Roi blanc sur case blanche e6 · Cavalier blanc sur case noire b4 · Fou noir sur case blanche a2 · Tour noire sur case blanche f1 | Roi noir sur case noire h8 · Pion blanc sur case blanche d7 · Tour blanche sur case blanche c6 · Roi blanc sur case blanche e6 · Cavalier blanc sur case noire b4 · Fou noir sur case blanche a2 · Tour noire sur case blanche f1 | Roi noir sur case noire h8 · Pion blanc sur case blanche d7 · Tour blanche sur case blanche c6 · Roi blanc sur case blanche e6 · Cavalier blanc sur case noire b4 · Fou noir sur case blanche a2 · Tour noire sur case blanche f1 | Roi noir sur case noire h8 · Pion blanc sur case blanche d7 · Tour blanche sur case blanche c6 · Roi blanc sur case blanche e6 · Cavalier blanc sur case noire b4 · Fou noir sur case blanche a2 · Tour noire sur case blanche f1 | Roi noir sur case noire h8 · Pion blanc sur case blanche d7 · Tour blanche sur case blanche c6 · Roi blanc sur case blanche e6 · Cavalier blanc sur case noire b4 · Fou noir sur case blanche a2 · Tour noire sur case blanche f1 | Roi noir sur case noire h8 · Pion blanc sur case blanche d7 · Tour blanche sur case blanche c6 · Roi blanc sur case blanche e6 · Cavalier blanc sur case noire b4 · Fou noir sur case blanche a2 · Tour noire sur case blanche f1 | 7 |
| 6 | Roi noir sur case noire h8 · Pion blanc sur case blanche d7 · Tour blanche sur case blanche c6 · Roi blanc sur case blanche e6 · Cavalier blanc sur case noire b4 · Fou noir sur case blanche a2 · Tour noire sur case blanche f1 | Roi noir sur case noire h8 · Pion blanc sur case blanche d7 · Tour blanche sur case blanche c6 · Roi blanc sur case blanche e6 · Cavalier blanc sur case noire b4 · Fou noir sur case blanche a2 · Tour noire sur case blanche f1 | Roi noir sur case noire h8 · Pion blanc sur case blanche d7 · Tour blanche sur case blanche c6 · Roi blanc sur case blanche e6 · Cavalier blanc sur case noire b4 · Fou noir sur case blanche a2 · Tour noire sur case blanche f1 | Roi noir sur case noire h8 · Pion blanc sur case blanche d7 · Tour blanche sur case blanche c6 · Roi blanc sur case blanche e6 · Cavalier blanc sur case noire b4 · Fou noir sur case blanche a2 · Tour noire sur case blanche f1 | Roi noir sur case noire h8 · Pion blanc sur case blanche d7 · Tour blanche sur case blanche c6 · Roi blanc sur case blanche e6 · Cavalier blanc sur case noire b4 · Fou noir sur case blanche a2 · Tour noire sur case blanche f1 | Roi noir sur case noire h8 · Pion blanc sur case blanche d7 · Tour blanche sur case blanche c6 · Roi blanc sur case blanche e6 · Cavalier blanc sur case noire b4 · Fou noir sur case blanche a2 · Tour noire sur case blanche f1 | Roi noir sur case noire h8 · Pion blanc sur case blanche d7 · Tour blanche sur case blanche c6 · Roi blanc sur case blanche e6 · Cavalier blanc sur case noire b4 · Fou noir sur case blanche a2 · Tour noire sur case blanche f1 | Roi noir sur case noire h8 · Pion blanc sur case blanche d7 · Tour blanche sur case blanche c6 · Roi blanc sur case blanche e6 · Cavalier blanc sur case noire b4 · Fou noir sur case blanche a2 · Tour noire sur case blanche f1 | 6 |
| 5 | Roi noir sur case noire h8 · Pion blanc sur case blanche d7 · Tour blanche sur case blanche c6 · Roi blanc sur case blanche e6 · Cavalier blanc sur case noire b4 · Fou noir sur case blanche a2 · Tour noire sur case blanche f1 | Roi noir sur case noire h8 · Pion blanc sur case blanche d7 · Tour blanche sur case blanche c6 · Roi blanc sur case blanche e6 · Cavalier blanc sur case noire b4 · Fou noir sur case blanche a2 · Tour noire sur case blanche f1 | Roi noir sur case noire h8 · Pion blanc sur case blanche d7 · Tour blanche sur case blanche c6 · Roi blanc sur case blanche e6 · Cavalier blanc sur case noire b4 · Fou noir sur case blanche a2 · Tour noire sur case blanche f1 | Roi noir sur case noire h8 · Pion blanc sur case blanche d7 · Tour blanche sur case blanche c6 · Roi blanc sur case blanche e6 · Cavalier blanc sur case noire b4 · Fou noir sur case blanche a2 · Tour noire sur case blanche f1 | Roi noir sur case noire h8 · Pion blanc sur case blanche d7 · Tour blanche sur case blanche c6 · Roi blanc sur case blanche e6 · Cavalier blanc sur case noire b4 · Fou noir sur case blanche a2 · Tour noire sur case blanche f1 | Roi noir sur case noire h8 · Pion blanc sur case blanche d7 · Tour blanche sur case blanche c6 · Roi blanc sur case blanche e6 · Cavalier blanc sur case noire b4 · Fou noir sur case blanche a2 · Tour noire sur case blanche f1 | Roi noir sur case noire h8 · Pion blanc sur case blanche d7 · Tour blanche sur case blanche c6 · Roi blanc sur case blanche e6 · Cavalier blanc sur case noire b4 · Fou noir sur case blanche a2 · Tour noire sur case blanche f1 | Roi noir sur case noire h8 · Pion blanc sur case blanche d7 · Tour blanche sur case blanche c6 · Roi blanc sur case blanche e6 · Cavalier blanc sur case noire b4 · Fou noir sur case blanche a2 · Tour noire sur case blanche f1 | 5 |
| 4 | Roi noir sur case noire h8 · Pion blanc sur case blanche d7 · Tour blanche sur case blanche c6 · Roi blanc sur case blanche e6 · Cavalier blanc sur case noire b4 · Fou noir sur case blanche a2 · Tour noire sur case blanche f1 | Roi noir sur case noire h8 · Pion blanc sur case blanche d7 · Tour blanche sur case blanche c6 · Roi blanc sur case blanche e6 · Cavalier blanc sur case noire b4 · Fou noir sur case blanche a2 · Tour noire sur case blanche f1 | Roi noir sur case noire h8 · Pion blanc sur case blanche d7 · Tour blanche sur case blanche c6 · Roi blanc sur case blanche e6 · Cavalier blanc sur case noire b4 · Fou noir sur case blanche a2 · Tour noire sur case blanche f1 | Roi noir sur case noire h8 · Pion blanc sur case blanche d7 · Tour blanche sur case blanche c6 · Roi blanc sur case blanche e6 · Cavalier blanc sur case noire b4 · Fou noir sur case blanche a2 · Tour noire sur case blanche f1 | Roi noir sur case noire h8 · Pion blanc sur case blanche d7 · Tour blanche sur case blanche c6 · Roi blanc sur case blanche e6 · Cavalier blanc sur case noire b4 · Fou noir sur case blanche a2 · Tour noire sur case blanche f1 | Roi noir sur case noire h8 · Pion blanc sur case blanche d7 · Tour blanche sur case blanche c6 · Roi blanc sur case blanche e6 · Cavalier blanc sur case noire b4 · Fou noir sur case blanche a2 · Tour noire sur case blanche f1 | Roi noir sur case noire h8 · Pion blanc sur case blanche d7 · Tour blanche sur case blanche c6 · Roi blanc sur case blanche e6 · Cavalier blanc sur case noire b4 · Fou noir sur case blanche a2 · Tour noire sur case blanche f1 | Roi noir sur case noire h8 · Pion blanc sur case blanche d7 · Tour blanche sur case blanche c6 · Roi blanc sur case blanche e6 · Cavalier blanc sur case noire b4 · Fou noir sur case blanche a2 · Tour noire sur case blanche f1 | 4 |
| 3 | Roi noir sur case noire h8 · Pion blanc sur case blanche d7 · Tour blanche sur case blanche c6 · Roi blanc sur case blanche e6 · Cavalier blanc sur case noire b4 · Fou noir sur case blanche a2 · Tour noire sur case blanche f1 | Roi noir sur case noire h8 · Pion blanc sur case blanche d7 · Tour blanche sur case blanche c6 · Roi blanc sur case blanche e6 · Cavalier blanc sur case noire b4 · Fou noir sur case blanche a2 · Tour noire sur case blanche f1 | Roi noir sur case noire h8 · Pion blanc sur case blanche d7 · Tour blanche sur case blanche c6 · Roi blanc sur case blanche e6 · Cavalier blanc sur case noire b4 · Fou noir sur case blanche a2 · Tour noire sur case blanche f1 | Roi noir sur case noire h8 · Pion blanc sur case blanche d7 · Tour blanche sur case blanche c6 · Roi blanc sur case blanche e6 · Cavalier blanc sur case noire b4 · Fou noir sur case blanche a2 · Tour noire sur case blanche f1 | Roi noir sur case noire h8 · Pion blanc sur case blanche d7 · Tour blanche sur case blanche c6 · Roi blanc sur case blanche e6 · Cavalier blanc sur case noire b4 · Fou noir sur case blanche a2 · Tour noire sur case blanche f1 | Roi noir sur case noire h8 · Pion blanc sur case blanche d7 · Tour blanche sur case blanche c6 · Roi blanc sur case blanche e6 · Cavalier blanc sur case noire b4 · Fou noir sur case blanche a2 · Tour noire sur case blanche f1 | Roi noir sur case noire h8 · Pion blanc sur case blanche d7 · Tour blanche sur case blanche c6 · Roi blanc sur case blanche e6 · Cavalier blanc sur case noire b4 · Fou noir sur case blanche a2 · Tour noire sur case blanche f1 | Roi noir sur case noire h8 · Pion blanc sur case blanche d7 · Tour blanche sur case blanche c6 · Roi blanc sur case blanche e6 · Cavalier blanc sur case noire b4 · Fou noir sur case blanche a2 · Tour noire sur case blanche f1 | 3 |
| 2 | Roi noir sur case noire h8 · Pion blanc sur case blanche d7 · Tour blanche sur case blanche c6 · Roi blanc sur case blanche e6 · Cavalier blanc sur case noire b4 · Fou noir sur case blanche a2 · Tour noire sur case blanche f1 | Roi noir sur case noire h8 · Pion blanc sur case blanche d7 · Tour blanche sur case blanche c6 · Roi blanc sur case blanche e6 · Cavalier blanc sur case noire b4 · Fou noir sur case blanche a2 · Tour noire sur case blanche f1 | Roi noir sur case noire h8 · Pion blanc sur case blanche d7 · Tour blanche sur case blanche c6 · Roi blanc sur case blanche e6 · Cavalier blanc sur case noire b4 · Fou noir sur case blanche a2 · Tour noire sur case blanche f1 | Roi noir sur case noire h8 · Pion blanc sur case blanche d7 · Tour blanche sur case blanche c6 · Roi blanc sur case blanche e6 · Cavalier blanc sur case noire b4 · Fou noir sur case blanche a2 · Tour noire sur case blanche f1 | Roi noir sur case noire h8 · Pion blanc sur case blanche d7 · Tour blanche sur case blanche c6 · Roi blanc sur case blanche e6 · Cavalier blanc sur case noire b4 · Fou noir sur case blanche a2 · Tour noire sur case blanche f1 | Roi noir sur case noire h8 · Pion blanc sur case blanche d7 · Tour blanche sur case blanche c6 · Roi blanc sur case blanche e6 · Cavalier blanc sur case noire b4 · Fou noir sur case blanche a2 · Tour noire sur case blanche f1 | Roi noir sur case noire h8 · Pion blanc sur case blanche d7 · Tour blanche sur case blanche c6 · Roi blanc sur case blanche e6 · Cavalier blanc sur case noire b4 · Fou noir sur case blanche a2 · Tour noire sur case blanche f1 | Roi noir sur case noire h8 · Pion blanc sur case blanche d7 · Tour blanche sur case blanche c6 · Roi blanc sur case blanche e6 · Cavalier blanc sur case noire b4 · Fou noir sur case blanche a2 · Tour noire sur case blanche f1 | 2 |
| 1 | Roi noir sur case noire h8 · Pion blanc sur case blanche d7 · Tour blanche sur case blanche c6 · Roi blanc sur case blanche e6 · Cavalier blanc sur case noire b4 · Fou noir sur case blanche a2 · Tour noire sur case blanche f1 | Roi noir sur case noire h8 · Pion blanc sur case blanche d7 · Tour blanche sur case blanche c6 · Roi blanc sur case blanche e6 · Cavalier blanc sur case noire b4 · Fou noir sur case blanche a2 · Tour noire sur case blanche f1 | Roi noir sur case noire h8 · Pion blanc sur case blanche d7 · Tour blanche sur case blanche c6 · Roi blanc sur case blanche e6 · Cavalier blanc sur case noire b4 · Fou noir sur case blanche a2 · Tour noire sur case blanche f1 | Roi noir sur case noire h8 · Pion blanc sur case blanche d7 · Tour blanche sur case blanche c6 · Roi blanc sur case blanche e6 · Cavalier blanc sur case noire b4 · Fou noir sur case blanche a2 · Tour noire sur case blanche f1 | Roi noir sur case noire h8 · Pion blanc sur case blanche d7 · Tour blanche sur case blanche c6 · Roi blanc sur case blanche e6 · Cavalier blanc sur case noire b4 · Fou noir sur case blanche a2 · Tour noire sur case blanche f1 | Roi noir sur case noire h8 · Pion blanc sur case blanche d7 · Tour blanche sur case blanche c6 · Roi blanc sur case blanche e6 · Cavalier blanc sur case noire b4 · Fou noir sur case blanche a2 · Tour noire sur case blanche f1 | Roi noir sur case noire h8 · Pion blanc sur case blanche d7 · Tour blanche sur case blanche c6 · Roi blanc sur case blanche e6 · Cavalier blanc sur case noire b4 · Fou noir sur case blanche a2 · Tour noire sur case blanche f1 | Roi noir sur case noire h8 · Pion blanc sur case blanche d7 · Tour blanche sur case blanche c6 · Roi blanc sur case blanche e6 · Cavalier blanc sur case noire b4 · Fou noir sur case blanche a2 · Tour noire sur case blanche f1 | 1 |
|   | a | b | c | d | e | f | g | h |   |

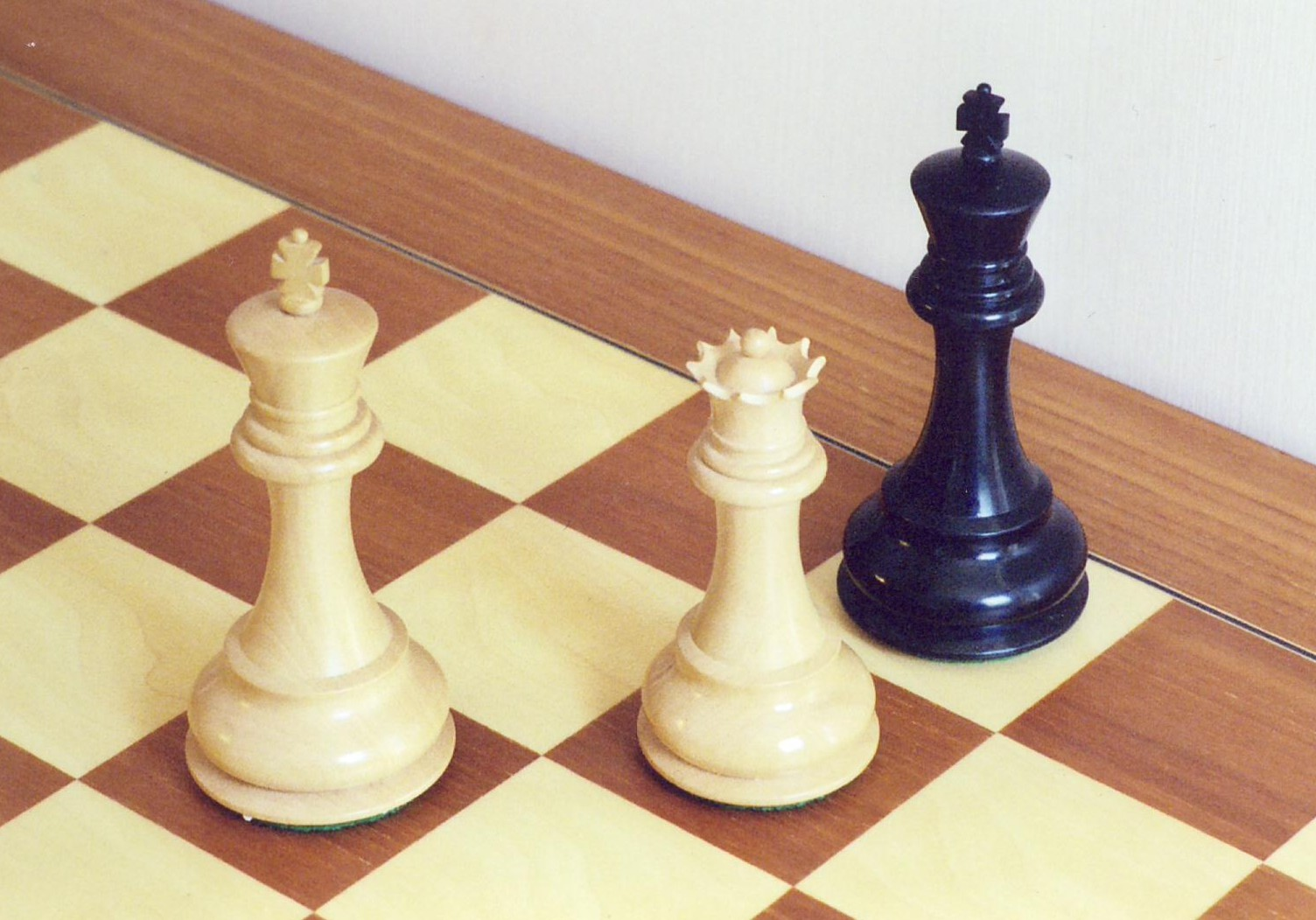
Position de mat au roi noir avec la dame et le roi blancs — une illustration classique du mat de base avec dame et roi contre roi seul.

Dans les jeux comme les échecs, le shogi et le xiangqi, un échec au roi (ou simplement échec) est une menace directe et immédiate sur le roi. Le joueur mis en échec est donc forcé de jouer un coup mettant fin à l'échec. Si aucun coup ne le permet, le joueur perd la partie par échec et mat.

## Définition et règles
Un roi attaqué par une ou plusieurs pièces adverses est « en échec », cela même si les pièces qui l'attaquent ne peuvent bouger au risque de mettre en échec leur propre roi.
Tout déplacement d'une pièce par un joueur mettant son propre roi en échec est un coup illégal. C'est pourquoi on parle de clouage, pour désigner la situation d'une pièce ne pouvant se déplacer sans mettre en échec le roi, et donc forcée de rester sur sa case.
Le joueur dont le roi est « en échec » doit immédiatement faire en sorte de parer cet échec. S'il joue autre chose, le coup est illégal. Il doit donc, au choix et selon les coups à sa disposition : déplacer hors de la menace son roi, ou le protéger en interposant une autre pièce pour parer cette menace ou encore capturer la pièce qui donne l'échec.
Dans l'exemple du diagramme ci-contre, les Blancs peuvent déplacer le roi avec Re7, Re5 ou Rd6 (mais pas sur la colonne f où il serait attaqué par la tour noire en f1, ni en d5 où il serait toujours sous la menace du fou), capturer le fou adverse avec Cxa2 ou encore interposer une pièce par Tc4 ou Cd5.
S'il n'est pas possible de parer l'échec, le roi est « échec et mat » et la partie est terminée, le joueur contrôlant ce roi perd la partie.

### Notation et annonce de l'échec
En notation algébrique, l'échec est noté par un + à la suite du coup qui donne échec, cette notation est facultative et certains ouvrages comme l'Encyclopédie des ouvertures d'échecs l'omettent. Les signes « ++ » ou « # » sont utilisés pour indiquer un échec et mat selon le règlement de la FIDE. Certains auteurs utilisent cependant le signe « ++ » pour marquer un échec double.
L'annonce orale de l'échec est fréquente en partie amicale, mais plus rare en compétition où aucune règle ne l'impose.

### Un cas particulier concernant le jeu rapide
Il a été remarqué qu'en jeu rapide (où un coup illégal entraîne une pénalité mais ne sera sanctionné par l'arbitre que sur réclamation de l'adversaire avant qu'il ait joué son coup), si le joueur en échec oublie de parer l'échec parce qu'il ne l'a pas remarqué, son adversaire peut s'abstenir de relever ce coup illégal et attaquer une autre pièce. Le joueur en échec devra alors parer l'échec tout en ne pouvant défendre sa pièce attaquée. Cette conduite est légale mais considérée comme peu sportive.

## Échec à la découverte
|   | a | b | c | d | e | f | g | h |   |
| 8 | Roi noir sur case noire d8 · Fou blanc sur case noire f4 · Tour blanche sur case blanche d1 · Roi blanc sur case noire g1 | Roi noir sur case noire d8 · Fou blanc sur case noire f4 · Tour blanche sur case blanche d1 · Roi blanc sur case noire g1 | Roi noir sur case noire d8 · Fou blanc sur case noire f4 · Tour blanche sur case blanche d1 · Roi blanc sur case noire g1 | Roi noir sur case noire d8 · Fou blanc sur case noire f4 · Tour blanche sur case blanche d1 · Roi blanc sur case noire g1 | Roi noir sur case noire d8 · Fou blanc sur case noire f4 · Tour blanche sur case blanche d1 · Roi blanc sur case noire g1 | Roi noir sur case noire d8 · Fou blanc sur case noire f4 · Tour blanche sur case blanche d1 · Roi blanc sur case noire g1 | Roi noir sur case noire d8 · Fou blanc sur case noire f4 · Tour blanche sur case blanche d1 · Roi blanc sur case noire g1 | Roi noir sur case noire d8 · Fou blanc sur case noire f4 · Tour blanche sur case blanche d1 · Roi blanc sur case noire g1 | 8 |
| 7 | Roi noir sur case noire d8 · Fou blanc sur case noire f4 · Tour blanche sur case blanche d1 · Roi blanc sur case noire g1 | Roi noir sur case noire d8 · Fou blanc sur case noire f4 · Tour blanche sur case blanche d1 · Roi blanc sur case noire g1 | Roi noir sur case noire d8 · Fou blanc sur case noire f4 · Tour blanche sur case blanche d1 · Roi blanc sur case noire g1 | Roi noir sur case noire d8 · Fou blanc sur case noire f4 · Tour blanche sur case blanche d1 · Roi blanc sur case noire g1 | Roi noir sur case noire d8 · Fou blanc sur case noire f4 · Tour blanche sur case blanche d1 · Roi blanc sur case noire g1 | Roi noir sur case noire d8 · Fou blanc sur case noire f4 · Tour blanche sur case blanche d1 · Roi blanc sur case noire g1 | Roi noir sur case noire d8 · Fou blanc sur case noire f4 · Tour blanche sur case blanche d1 · Roi blanc sur case noire g1 | Roi noir sur case noire d8 · Fou blanc sur case noire f4 · Tour blanche sur case blanche d1 · Roi blanc sur case noire g1 | 7 |
| 6 | Roi noir sur case noire d8 · Fou blanc sur case noire f4 · Tour blanche sur case blanche d1 · Roi blanc sur case noire g1 | Roi noir sur case noire d8 · Fou blanc sur case noire f4 · Tour blanche sur case blanche d1 · Roi blanc sur case noire g1 | Roi noir sur case noire d8 · Fou blanc sur case noire f4 · Tour blanche sur case blanche d1 · Roi blanc sur case noire g1 | Roi noir sur case noire d8 · Fou blanc sur case noire f4 · Tour blanche sur case blanche d1 · Roi blanc sur case noire g1 | Roi noir sur case noire d8 · Fou blanc sur case noire f4 · Tour blanche sur case blanche d1 · Roi blanc sur case noire g1 | Roi noir sur case noire d8 · Fou blanc sur case noire f4 · Tour blanche sur case blanche d1 · Roi blanc sur case noire g1 | Roi noir sur case noire d8 · Fou blanc sur case noire f4 · Tour blanche sur case blanche d1 · Roi blanc sur case noire g1 | Roi noir sur case noire d8 · Fou blanc sur case noire f4 · Tour blanche sur case blanche d1 · Roi blanc sur case noire g1 | 6 |
| 5 | Roi noir sur case noire d8 · Fou blanc sur case noire f4 · Tour blanche sur case blanche d1 · Roi blanc sur case noire g1 | Roi noir sur case noire d8 · Fou blanc sur case noire f4 · Tour blanche sur case blanche d1 · Roi blanc sur case noire g1 | Roi noir sur case noire d8 · Fou blanc sur case noire f4 · Tour blanche sur case blanche d1 · Roi blanc sur case noire g1 | Roi noir sur case noire d8 · Fou blanc sur case noire f4 · Tour blanche sur case blanche d1 · Roi blanc sur case noire g1 | Roi noir sur case noire d8 · Fou blanc sur case noire f4 · Tour blanche sur case blanche d1 · Roi blanc sur case noire g1 | Roi noir sur case noire d8 · Fou blanc sur case noire f4 · Tour blanche sur case blanche d1 · Roi blanc sur case noire g1 | Roi noir sur case noire d8 · Fou blanc sur case noire f4 · Tour blanche sur case blanche d1 · Roi blanc sur case noire g1 | Roi noir sur case noire d8 · Fou blanc sur case noire f4 · Tour blanche sur case blanche d1 · Roi blanc sur case noire g1 | 5 |
| 4 | Roi noir sur case noire d8 · Fou blanc sur case noire f4 · Tour blanche sur case blanche d1 · Roi blanc sur case noire g1 | Roi noir sur case noire d8 · Fou blanc sur case noire f4 · Tour blanche sur case blanche d1 · Roi blanc sur case noire g1 | Roi noir sur case noire d8 · Fou blanc sur case noire f4 · Tour blanche sur case blanche d1 · Roi blanc sur case noire g1 | Roi noir sur case noire d8 · Fou blanc sur case noire f4 · Tour blanche sur case blanche d1 · Roi blanc sur case noire g1 | Roi noir sur case noire d8 · Fou blanc sur case noire f4 · Tour blanche sur case blanche d1 · Roi blanc sur case noire g1 | Roi noir sur case noire d8 · Fou blanc sur case noire f4 · Tour blanche sur case blanche d1 · Roi blanc sur case noire g1 | Roi noir sur case noire d8 · Fou blanc sur case noire f4 · Tour blanche sur case blanche d1 · Roi blanc sur case noire g1 | Roi noir sur case noire d8 · Fou blanc sur case noire f4 · Tour blanche sur case blanche d1 · Roi blanc sur case noire g1 | 4 |
| 3 | Roi noir sur case noire d8 · Fou blanc sur case noire f4 · Tour blanche sur case blanche d1 · Roi blanc sur case noire g1 | Roi noir sur case noire d8 · Fou blanc sur case noire f4 · Tour blanche sur case blanche d1 · Roi blanc sur case noire g1 | Roi noir sur case noire d8 · Fou blanc sur case noire f4 · Tour blanche sur case blanche d1 · Roi blanc sur case noire g1 | Roi noir sur case noire d8 · Fou blanc sur case noire f4 · Tour blanche sur case blanche d1 · Roi blanc sur case noire g1 | Roi noir sur case noire d8 · Fou blanc sur case noire f4 · Tour blanche sur case blanche d1 · Roi blanc sur case noire g1 | Roi noir sur case noire d8 · Fou blanc sur case noire f4 · Tour blanche sur case blanche d1 · Roi blanc sur case noire g1 | Roi noir sur case noire d8 · Fou blanc sur case noire f4 · Tour blanche sur case blanche d1 · Roi blanc sur case noire g1 | Roi noir sur case noire d8 · Fou blanc sur case noire f4 · Tour blanche sur case blanche d1 · Roi blanc sur case noire g1 | 3 |
| 2 | Roi noir sur case noire d8 · Fou blanc sur case noire f4 · Tour blanche sur case blanche d1 · Roi blanc sur case noire g1 | Roi noir sur case noire d8 · Fou blanc sur case noire f4 · Tour blanche sur case blanche d1 · Roi blanc sur case noire g1 | Roi noir sur case noire d8 · Fou blanc sur case noire f4 · Tour blanche sur case blanche d1 · Roi blanc sur case noire g1 | Roi noir sur case noire d8 · Fou blanc sur case noire f4 · Tour blanche sur case blanche d1 · Roi blanc sur case noire g1 | Roi noir sur case noire d8 · Fou blanc sur case noire f4 · Tour blanche sur case blanche d1 · Roi blanc sur case noire g1 | Roi noir sur case noire d8 · Fou blanc sur case noire f4 · Tour blanche sur case blanche d1 · Roi blanc sur case noire g1 | Roi noir sur case noire d8 · Fou blanc sur case noire f4 · Tour blanche sur case blanche d1 · Roi blanc sur case noire g1 | Roi noir sur case noire d8 · Fou blanc sur case noire f4 · Tour blanche sur case blanche d1 · Roi blanc sur case noire g1 | 2 |
| 1 | Roi noir sur case noire d8 · Fou blanc sur case noire f4 · Tour blanche sur case blanche d1 · Roi blanc sur case noire g1 | Roi noir sur case noire d8 · Fou blanc sur case noire f4 · Tour blanche sur case blanche d1 · Roi blanc sur case noire g1 | Roi noir sur case noire d8 · Fou blanc sur case noire f4 · Tour blanche sur case blanche d1 · Roi blanc sur case noire g1 | Roi noir sur case noire d8 · Fou blanc sur case noire f4 · Tour blanche sur case blanche d1 · Roi blanc sur case noire g1 | Roi noir sur case noire d8 · Fou blanc sur case noire f4 · Tour blanche sur case blanche d1 · Roi blanc sur case noire g1 | Roi noir sur case noire d8 · Fou blanc sur case noire f4 · Tour blanche sur case blanche d1 · Roi blanc sur case noire g1 | Roi noir sur case noire d8 · Fou blanc sur case noire f4 · Tour blanche sur case blanche d1 · Roi blanc sur case noire g1 | Roi noir sur case noire d8 · Fou blanc sur case noire f4 · Tour blanche sur case blanche d1 · Roi blanc sur case noire g1 | 1 |
|   | a | b | c | d | e | f | g | h |   |

On parle d'échec à la découverte quand la pièce qui porte l'attaque sur le roi adverse n'est pas celle qui vient de jouer.

## Échec double
|   | a | b | c | d | e | f | g | h |   |
| 8 | Roi noir sur case noire d8 · Cavalier blanc sur case blanche e6 · Tour blanche sur case blanche d1 · Roi blanc sur case noire g1 | Roi noir sur case noire d8 · Cavalier blanc sur case blanche e6 · Tour blanche sur case blanche d1 · Roi blanc sur case noire g1 | Roi noir sur case noire d8 · Cavalier blanc sur case blanche e6 · Tour blanche sur case blanche d1 · Roi blanc sur case noire g1 | Roi noir sur case noire d8 · Cavalier blanc sur case blanche e6 · Tour blanche sur case blanche d1 · Roi blanc sur case noire g1 | Roi noir sur case noire d8 · Cavalier blanc sur case blanche e6 · Tour blanche sur case blanche d1 · Roi blanc sur case noire g1 | Roi noir sur case noire d8 · Cavalier blanc sur case blanche e6 · Tour blanche sur case blanche d1 · Roi blanc sur case noire g1 | Roi noir sur case noire d8 · Cavalier blanc sur case blanche e6 · Tour blanche sur case blanche d1 · Roi blanc sur case noire g1 | Roi noir sur case noire d8 · Cavalier blanc sur case blanche e6 · Tour blanche sur case blanche d1 · Roi blanc sur case noire g1 | 8 |
| 7 | Roi noir sur case noire d8 · Cavalier blanc sur case blanche e6 · Tour blanche sur case blanche d1 · Roi blanc sur case noire g1 | Roi noir sur case noire d8 · Cavalier blanc sur case blanche e6 · Tour blanche sur case blanche d1 · Roi blanc sur case noire g1 | Roi noir sur case noire d8 · Cavalier blanc sur case blanche e6 · Tour blanche sur case blanche d1 · Roi blanc sur case noire g1 | Roi noir sur case noire d8 · Cavalier blanc sur case blanche e6 · Tour blanche sur case blanche d1 · Roi blanc sur case noire g1 | Roi noir sur case noire d8 · Cavalier blanc sur case blanche e6 · Tour blanche sur case blanche d1 · Roi blanc sur case noire g1 | Roi noir sur case noire d8 · Cavalier blanc sur case blanche e6 · Tour blanche sur case blanche d1 · Roi blanc sur case noire g1 | Roi noir sur case noire d8 · Cavalier blanc sur case blanche e6 · Tour blanche sur case blanche d1 · Roi blanc sur case noire g1 | Roi noir sur case noire d8 · Cavalier blanc sur case blanche e6 · Tour blanche sur case blanche d1 · Roi blanc sur case noire g1 | 7 |
| 6 | Roi noir sur case noire d8 · Cavalier blanc sur case blanche e6 · Tour blanche sur case blanche d1 · Roi blanc sur case noire g1 | Roi noir sur case noire d8 · Cavalier blanc sur case blanche e6 · Tour blanche sur case blanche d1 · Roi blanc sur case noire g1 | Roi noir sur case noire d8 · Cavalier blanc sur case blanche e6 · Tour blanche sur case blanche d1 · Roi blanc sur case noire g1 | Roi noir sur case noire d8 · Cavalier blanc sur case blanche e6 · Tour blanche sur case blanche d1 · Roi blanc sur case noire g1 | Roi noir sur case noire d8 · Cavalier blanc sur case blanche e6 · Tour blanche sur case blanche d1 · Roi blanc sur case noire g1 | Roi noir sur case noire d8 · Cavalier blanc sur case blanche e6 · Tour blanche sur case blanche d1 · Roi blanc sur case noire g1 | Roi noir sur case noire d8 · Cavalier blanc sur case blanche e6 · Tour blanche sur case blanche d1 · Roi blanc sur case noire g1 | Roi noir sur case noire d8 · Cavalier blanc sur case blanche e6 · Tour blanche sur case blanche d1 · Roi blanc sur case noire g1 | 6 |
| 5 | Roi noir sur case noire d8 · Cavalier blanc sur case blanche e6 · Tour blanche sur case blanche d1 · Roi blanc sur case noire g1 | Roi noir sur case noire d8 · Cavalier blanc sur case blanche e6 · Tour blanche sur case blanche d1 · Roi blanc sur case noire g1 | Roi noir sur case noire d8 · Cavalier blanc sur case blanche e6 · Tour blanche sur case blanche d1 · Roi blanc sur case noire g1 | Roi noir sur case noire d8 · Cavalier blanc sur case blanche e6 · Tour blanche sur case blanche d1 · Roi blanc sur case noire g1 | Roi noir sur case noire d8 · Cavalier blanc sur case blanche e6 · Tour blanche sur case blanche d1 · Roi blanc sur case noire g1 | Roi noir sur case noire d8 · Cavalier blanc sur case blanche e6 · Tour blanche sur case blanche d1 · Roi blanc sur case noire g1 | Roi noir sur case noire d8 · Cavalier blanc sur case blanche e6 · Tour blanche sur case blanche d1 · Roi blanc sur case noire g1 | Roi noir sur case noire d8 · Cavalier blanc sur case blanche e6 · Tour blanche sur case blanche d1 · Roi blanc sur case noire g1 | 5 |
| 4 | Roi noir sur case noire d8 · Cavalier blanc sur case blanche e6 · Tour blanche sur case blanche d1 · Roi blanc sur case noire g1 | Roi noir sur case noire d8 · Cavalier blanc sur case blanche e6 · Tour blanche sur case blanche d1 · Roi blanc sur case noire g1 | Roi noir sur case noire d8 · Cavalier blanc sur case blanche e6 · Tour blanche sur case blanche d1 · Roi blanc sur case noire g1 | Roi noir sur case noire d8 · Cavalier blanc sur case blanche e6 · Tour blanche sur case blanche d1 · Roi blanc sur case noire g1 | Roi noir sur case noire d8 · Cavalier blanc sur case blanche e6 · Tour blanche sur case blanche d1 · Roi blanc sur case noire g1 | Roi noir sur case noire d8 · Cavalier blanc sur case blanche e6 · Tour blanche sur case blanche d1 · Roi blanc sur case noire g1 | Roi noir sur case noire d8 · Cavalier blanc sur case blanche e6 · Tour blanche sur case blanche d1 · Roi blanc sur case noire g1 | Roi noir sur case noire d8 · Cavalier blanc sur case blanche e6 · Tour blanche sur case blanche d1 · Roi blanc sur case noire g1 | 4 |
| 3 | Roi noir sur case noire d8 · Cavalier blanc sur case blanche e6 · Tour blanche sur case blanche d1 · Roi blanc sur case noire g1 | Roi noir sur case noire d8 · Cavalier blanc sur case blanche e6 · Tour blanche sur case blanche d1 · Roi blanc sur case noire g1 | Roi noir sur case noire d8 · Cavalier blanc sur case blanche e6 · Tour blanche sur case blanche d1 · Roi blanc sur case noire g1 | Roi noir sur case noire d8 · Cavalier blanc sur case blanche e6 · Tour blanche sur case blanche d1 · Roi blanc sur case noire g1 | Roi noir sur case noire d8 · Cavalier blanc sur case blanche e6 · Tour blanche sur case blanche d1 · Roi blanc sur case noire g1 | Roi noir sur case noire d8 · Cavalier blanc sur case blanche e6 · Tour blanche sur case blanche d1 · Roi blanc sur case noire g1 | Roi noir sur case noire d8 · Cavalier blanc sur case blanche e6 · Tour blanche sur case blanche d1 · Roi blanc sur case noire g1 | Roi noir sur case noire d8 · Cavalier blanc sur case blanche e6 · Tour blanche sur case blanche d1 · Roi blanc sur case noire g1 | 3 |
| 2 | Roi noir sur case noire d8 · Cavalier blanc sur case blanche e6 · Tour blanche sur case blanche d1 · Roi blanc sur case noire g1 | Roi noir sur case noire d8 · Cavalier blanc sur case blanche e6 · Tour blanche sur case blanche d1 · Roi blanc sur case noire g1 | Roi noir sur case noire d8 · Cavalier blanc sur case blanche e6 · Tour blanche sur case blanche d1 · Roi blanc sur case noire g1 | Roi noir sur case noire d8 · Cavalier blanc sur case blanche e6 · Tour blanche sur case blanche d1 · Roi blanc sur case noire g1 | Roi noir sur case noire d8 · Cavalier blanc sur case blanche e6 · Tour blanche sur case blanche d1 · Roi blanc sur case noire g1 | Roi noir sur case noire d8 · Cavalier blanc sur case blanche e6 · Tour blanche sur case blanche d1 · Roi blanc sur case noire g1 | Roi noir sur case noire d8 · Cavalier blanc sur case blanche e6 · Tour blanche sur case blanche d1 · Roi blanc sur case noire g1 | Roi noir sur case noire d8 · Cavalier blanc sur case blanche e6 · Tour blanche sur case blanche d1 · Roi blanc sur case noire g1 | 2 |
| 1 | Roi noir sur case noire d8 · Cavalier blanc sur case blanche e6 · Tour blanche sur case blanche d1 · Roi blanc sur case noire g1 | Roi noir sur case noire d8 · Cavalier blanc sur case blanche e6 · Tour blanche sur case blanche d1 · Roi blanc sur case noire g1 | Roi noir sur case noire d8 · Cavalier blanc sur case blanche e6 · Tour blanche sur case blanche d1 · Roi blanc sur case noire g1 | Roi noir sur case noire d8 · Cavalier blanc sur case blanche e6 · Tour blanche sur case blanche d1 · Roi blanc sur case noire g1 | Roi noir sur case noire d8 · Cavalier blanc sur case blanche e6 · Tour blanche sur case blanche d1 · Roi blanc sur case noire g1 | Roi noir sur case noire d8 · Cavalier blanc sur case blanche e6 · Tour blanche sur case blanche d1 · Roi blanc sur case noire g1 | Roi noir sur case noire d8 · Cavalier blanc sur case blanche e6 · Tour blanche sur case blanche d1 · Roi blanc sur case noire g1 | Roi noir sur case noire d8 · Cavalier blanc sur case blanche e6 · Tour blanche sur case blanche d1 · Roi blanc sur case noire g1 | 1 |
|   | a | b | c | d | e | f | g | h |   |

|   | a | b | c | d | e | f | g | h |   |
| 8 | Roi noir sur case noire a7 · Pion blanc sur case blanche b7 · Dame blanche sur case noire c7 · Pion noir sur case blanche a6 · Dame noire sur case blanche b3 · Tour noire sur case blanche c2 · Roi blanc sur case noire a1 | Roi noir sur case noire a7 · Pion blanc sur case blanche b7 · Dame blanche sur case noire c7 · Pion noir sur case blanche a6 · Dame noire sur case blanche b3 · Tour noire sur case blanche c2 · Roi blanc sur case noire a1 | Roi noir sur case noire a7 · Pion blanc sur case blanche b7 · Dame blanche sur case noire c7 · Pion noir sur case blanche a6 · Dame noire sur case blanche b3 · Tour noire sur case blanche c2 · Roi blanc sur case noire a1 | Roi noir sur case noire a7 · Pion blanc sur case blanche b7 · Dame blanche sur case noire c7 · Pion noir sur case blanche a6 · Dame noire sur case blanche b3 · Tour noire sur case blanche c2 · Roi blanc sur case noire a1 | Roi noir sur case noire a7 · Pion blanc sur case blanche b7 · Dame blanche sur case noire c7 · Pion noir sur case blanche a6 · Dame noire sur case blanche b3 · Tour noire sur case blanche c2 · Roi blanc sur case noire a1 | Roi noir sur case noire a7 · Pion blanc sur case blanche b7 · Dame blanche sur case noire c7 · Pion noir sur case blanche a6 · Dame noire sur case blanche b3 · Tour noire sur case blanche c2 · Roi blanc sur case noire a1 | Roi noir sur case noire a7 · Pion blanc sur case blanche b7 · Dame blanche sur case noire c7 · Pion noir sur case blanche a6 · Dame noire sur case blanche b3 · Tour noire sur case blanche c2 · Roi blanc sur case noire a1 | Roi noir sur case noire a7 · Pion blanc sur case blanche b7 · Dame blanche sur case noire c7 · Pion noir sur case blanche a6 · Dame noire sur case blanche b3 · Tour noire sur case blanche c2 · Roi blanc sur case noire a1 | 8 |
| 7 | Roi noir sur case noire a7 · Pion blanc sur case blanche b7 · Dame blanche sur case noire c7 · Pion noir sur case blanche a6 · Dame noire sur case blanche b3 · Tour noire sur case blanche c2 · Roi blanc sur case noire a1 | Roi noir sur case noire a7 · Pion blanc sur case blanche b7 · Dame blanche sur case noire c7 · Pion noir sur case blanche a6 · Dame noire sur case blanche b3 · Tour noire sur case blanche c2 · Roi blanc sur case noire a1 | Roi noir sur case noire a7 · Pion blanc sur case blanche b7 · Dame blanche sur case noire c7 · Pion noir sur case blanche a6 · Dame noire sur case blanche b3 · Tour noire sur case blanche c2 · Roi blanc sur case noire a1 | Roi noir sur case noire a7 · Pion blanc sur case blanche b7 · Dame blanche sur case noire c7 · Pion noir sur case blanche a6 · Dame noire sur case blanche b3 · Tour noire sur case blanche c2 · Roi blanc sur case noire a1 | Roi noir sur case noire a7 · Pion blanc sur case blanche b7 · Dame blanche sur case noire c7 · Pion noir sur case blanche a6 · Dame noire sur case blanche b3 · Tour noire sur case blanche c2 · Roi blanc sur case noire a1 | Roi noir sur case noire a7 · Pion blanc sur case blanche b7 · Dame blanche sur case noire c7 · Pion noir sur case blanche a6 · Dame noire sur case blanche b3 · Tour noire sur case blanche c2 · Roi blanc sur case noire a1 | Roi noir sur case noire a7 · Pion blanc sur case blanche b7 · Dame blanche sur case noire c7 · Pion noir sur case blanche a6 · Dame noire sur case blanche b3 · Tour noire sur case blanche c2 · Roi blanc sur case noire a1 | Roi noir sur case noire a7 · Pion blanc sur case blanche b7 · Dame blanche sur case noire c7 · Pion noir sur case blanche a6 · Dame noire sur case blanche b3 · Tour noire sur case blanche c2 · Roi blanc sur case noire a1 | 7 |
| 6 | Roi noir sur case noire a7 · Pion blanc sur case blanche b7 · Dame blanche sur case noire c7 · Pion noir sur case blanche a6 · Dame noire sur case blanche b3 · Tour noire sur case blanche c2 · Roi blanc sur case noire a1 | Roi noir sur case noire a7 · Pion blanc sur case blanche b7 · Dame blanche sur case noire c7 · Pion noir sur case blanche a6 · Dame noire sur case blanche b3 · Tour noire sur case blanche c2 · Roi blanc sur case noire a1 | Roi noir sur case noire a7 · Pion blanc sur case blanche b7 · Dame blanche sur case noire c7 · Pion noir sur case blanche a6 · Dame noire sur case blanche b3 · Tour noire sur case blanche c2 · Roi blanc sur case noire a1 | Roi noir sur case noire a7 · Pion blanc sur case blanche b7 · Dame blanche sur case noire c7 · Pion noir sur case blanche a6 · Dame noire sur case blanche b3 · Tour noire sur case blanche c2 · Roi blanc sur case noire a1 | Roi noir sur case noire a7 · Pion blanc sur case blanche b7 · Dame blanche sur case noire c7 · Pion noir sur case blanche a6 · Dame noire sur case blanche b3 · Tour noire sur case blanche c2 · Roi blanc sur case noire a1 | Roi noir sur case noire a7 · Pion blanc sur case blanche b7 · Dame blanche sur case noire c7 · Pion noir sur case blanche a6 · Dame noire sur case blanche b3 · Tour noire sur case blanche c2 · Roi blanc sur case noire a1 | Roi noir sur case noire a7 · Pion blanc sur case blanche b7 · Dame blanche sur case noire c7 · Pion noir sur case blanche a6 · Dame noire sur case blanche b3 · Tour noire sur case blanche c2 · Roi blanc sur case noire a1 | Roi noir sur case noire a7 · Pion blanc sur case blanche b7 · Dame blanche sur case noire c7 · Pion noir sur case blanche a6 · Dame noire sur case blanche b3 · Tour noire sur case blanche c2 · Roi blanc sur case noire a1 | 6 |
| 5 | Roi noir sur case noire a7 · Pion blanc sur case blanche b7 · Dame blanche sur case noire c7 · Pion noir sur case blanche a6 · Dame noire sur case blanche b3 · Tour noire sur case blanche c2 · Roi blanc sur case noire a1 | Roi noir sur case noire a7 · Pion blanc sur case blanche b7 · Dame blanche sur case noire c7 · Pion noir sur case blanche a6 · Dame noire sur case blanche b3 · Tour noire sur case blanche c2 · Roi blanc sur case noire a1 | Roi noir sur case noire a7 · Pion blanc sur case blanche b7 · Dame blanche sur case noire c7 · Pion noir sur case blanche a6 · Dame noire sur case blanche b3 · Tour noire sur case blanche c2 · Roi blanc sur case noire a1 | Roi noir sur case noire a7 · Pion blanc sur case blanche b7 · Dame blanche sur case noire c7 · Pion noir sur case blanche a6 · Dame noire sur case blanche b3 · Tour noire sur case blanche c2 · Roi blanc sur case noire a1 | Roi noir sur case noire a7 · Pion blanc sur case blanche b7 · Dame blanche sur case noire c7 · Pion noir sur case blanche a6 · Dame noire sur case blanche b3 · Tour noire sur case blanche c2 · Roi blanc sur case noire a1 | Roi noir sur case noire a7 · Pion blanc sur case blanche b7 · Dame blanche sur case noire c7 · Pion noir sur case blanche a6 · Dame noire sur case blanche b3 · Tour noire sur case blanche c2 · Roi blanc sur case noire a1 | Roi noir sur case noire a7 · Pion blanc sur case blanche b7 · Dame blanche sur case noire c7 · Pion noir sur case blanche a6 · Dame noire sur case blanche b3 · Tour noire sur case blanche c2 · Roi blanc sur case noire a1 | Roi noir sur case noire a7 · Pion blanc sur case blanche b7 · Dame blanche sur case noire c7 · Pion noir sur case blanche a6 · Dame noire sur case blanche b3 · Tour noire sur case blanche c2 · Roi blanc sur case noire a1 | 5 |
| 4 | Roi noir sur case noire a7 · Pion blanc sur case blanche b7 · Dame blanche sur case noire c7 · Pion noir sur case blanche a6 · Dame noire sur case blanche b3 · Tour noire sur case blanche c2 · Roi blanc sur case noire a1 | Roi noir sur case noire a7 · Pion blanc sur case blanche b7 · Dame blanche sur case noire c7 · Pion noir sur case blanche a6 · Dame noire sur case blanche b3 · Tour noire sur case blanche c2 · Roi blanc sur case noire a1 | Roi noir sur case noire a7 · Pion blanc sur case blanche b7 · Dame blanche sur case noire c7 · Pion noir sur case blanche a6 · Dame noire sur case blanche b3 · Tour noire sur case blanche c2 · Roi blanc sur case noire a1 | Roi noir sur case noire a7 · Pion blanc sur case blanche b7 · Dame blanche sur case noire c7 · Pion noir sur case blanche a6 · Dame noire sur case blanche b3 · Tour noire sur case blanche c2 · Roi blanc sur case noire a1 | Roi noir sur case noire a7 · Pion blanc sur case blanche b7 · Dame blanche sur case noire c7 · Pion noir sur case blanche a6 · Dame noire sur case blanche b3 · Tour noire sur case blanche c2 · Roi blanc sur case noire a1 | Roi noir sur case noire a7 · Pion blanc sur case blanche b7 · Dame blanche sur case noire c7 · Pion noir sur case blanche a6 · Dame noire sur case blanche b3 · Tour noire sur case blanche c2 · Roi blanc sur case noire a1 | Roi noir sur case noire a7 · Pion blanc sur case blanche b7 · Dame blanche sur case noire c7 · Pion noir sur case blanche a6 · Dame noire sur case blanche b3 · Tour noire sur case blanche c2 · Roi blanc sur case noire a1 | Roi noir sur case noire a7 · Pion blanc sur case blanche b7 · Dame blanche sur case noire c7 · Pion noir sur case blanche a6 · Dame noire sur case blanche b3 · Tour noire sur case blanche c2 · Roi blanc sur case noire a1 | 4 |
| 3 | Roi noir sur case noire a7 · Pion blanc sur case blanche b7 · Dame blanche sur case noire c7 · Pion noir sur case blanche a6 · Dame noire sur case blanche b3 · Tour noire sur case blanche c2 · Roi blanc sur case noire a1 | Roi noir sur case noire a7 · Pion blanc sur case blanche b7 · Dame blanche sur case noire c7 · Pion noir sur case blanche a6 · Dame noire sur case blanche b3 · Tour noire sur case blanche c2 · Roi blanc sur case noire a1 | Roi noir sur case noire a7 · Pion blanc sur case blanche b7 · Dame blanche sur case noire c7 · Pion noir sur case blanche a6 · Dame noire sur case blanche b3 · Tour noire sur case blanche c2 · Roi blanc sur case noire a1 | Roi noir sur case noire a7 · Pion blanc sur case blanche b7 · Dame blanche sur case noire c7 · Pion noir sur case blanche a6 · Dame noire sur case blanche b3 · Tour noire sur case blanche c2 · Roi blanc sur case noire a1 | Roi noir sur case noire a7 · Pion blanc sur case blanche b7 · Dame blanche sur case noire c7 · Pion noir sur case blanche a6 · Dame noire sur case blanche b3 · Tour noire sur case blanche c2 · Roi blanc sur case noire a1 | Roi noir sur case noire a7 · Pion blanc sur case blanche b7 · Dame blanche sur case noire c7 · Pion noir sur case blanche a6 · Dame noire sur case blanche b3 · Tour noire sur case blanche c2 · Roi blanc sur case noire a1 | Roi noir sur case noire a7 · Pion blanc sur case blanche b7 · Dame blanche sur case noire c7 · Pion noir sur case blanche a6 · Dame noire sur case blanche b3 · Tour noire sur case blanche c2 · Roi blanc sur case noire a1 | Roi noir sur case noire a7 · Pion blanc sur case blanche b7 · Dame blanche sur case noire c7 · Pion noir sur case blanche a6 · Dame noire sur case blanche b3 · Tour noire sur case blanche c2 · Roi blanc sur case noire a1 | 3 |
| 2 | Roi noir sur case noire a7 · Pion blanc sur case blanche b7 · Dame blanche sur case noire c7 · Pion noir sur case blanche a6 · Dame noire sur case blanche b3 · Tour noire sur case blanche c2 · Roi blanc sur case noire a1 | Roi noir sur case noire a7 · Pion blanc sur case blanche b7 · Dame blanche sur case noire c7 · Pion noir sur case blanche a6 · Dame noire sur case blanche b3 · Tour noire sur case blanche c2 · Roi blanc sur case noire a1 | Roi noir sur case noire a7 · Pion blanc sur case blanche b7 · Dame blanche sur case noire c7 · Pion noir sur case blanche a6 · Dame noire sur case blanche b3 · Tour noire sur case blanche c2 · Roi blanc sur case noire a1 | Roi noir sur case noire a7 · Pion blanc sur case blanche b7 · Dame blanche sur case noire c7 · Pion noir sur case blanche a6 · Dame noire sur case blanche b3 · Tour noire sur case blanche c2 · Roi blanc sur case noire a1 | Roi noir sur case noire a7 · Pion blanc sur case blanche b7 · Dame blanche sur case noire c7 · Pion noir sur case blanche a6 · Dame noire sur case blanche b3 · Tour noire sur case blanche c2 · Roi blanc sur case noire a1 | Roi noir sur case noire a7 · Pion blanc sur case blanche b7 · Dame blanche sur case noire c7 · Pion noir sur case blanche a6 · Dame noire sur case blanche b3 · Tour noire sur case blanche c2 · Roi blanc sur case noire a1 | Roi noir sur case noire a7 · Pion blanc sur case blanche b7 · Dame blanche sur case noire c7 · Pion noir sur case blanche a6 · Dame noire sur case blanche b3 · Tour noire sur case blanche c2 · Roi blanc sur case noire a1 | Roi noir sur case noire a7 · Pion blanc sur case blanche b7 · Dame blanche sur case noire c7 · Pion noir sur case blanche a6 · Dame noire sur case blanche b3 · Tour noire sur case blanche c2 · Roi blanc sur case noire a1 | 2 |
| 1 | Roi noir sur case noire a7 · Pion blanc sur case blanche b7 · Dame blanche sur case noire c7 · Pion noir sur case blanche a6 · Dame noire sur case blanche b3 · Tour noire sur case blanche c2 · Roi blanc sur case noire a1 | Roi noir sur case noire a7 · Pion blanc sur case blanche b7 · Dame blanche sur case noire c7 · Pion noir sur case blanche a6 · Dame noire sur case blanche b3 · Tour noire sur case blanche c2 · Roi blanc sur case noire a1 | Roi noir sur case noire a7 · Pion blanc sur case blanche b7 · Dame blanche sur case noire c7 · Pion noir sur case blanche a6 · Dame noire sur case blanche b3 · Tour noire sur case blanche c2 · Roi blanc sur case noire a1 | Roi noir sur case noire a7 · Pion blanc sur case blanche b7 · Dame blanche sur case noire c7 · Pion noir sur case blanche a6 · Dame noire sur case blanche b3 · Tour noire sur case blanche c2 · Roi blanc sur case noire a1 | Roi noir sur case noire a7 · Pion blanc sur case blanche b7 · Dame blanche sur case noire c7 · Pion noir sur case blanche a6 · Dame noire sur case blanche b3 · Tour noire sur case blanche c2 · Roi blanc sur case noire a1 | Roi noir sur case noire a7 · Pion blanc sur case blanche b7 · Dame blanche sur case noire c7 · Pion noir sur case blanche a6 · Dame noire sur case blanche b3 · Tour noire sur case blanche c2 · Roi blanc sur case noire a1 | Roi noir sur case noire a7 · Pion blanc sur case blanche b7 · Dame blanche sur case noire c7 · Pion noir sur case blanche a6 · Dame noire sur case blanche b3 · Tour noire sur case blanche c2 · Roi blanc sur case noire a1 | Roi noir sur case noire a7 · Pion blanc sur case blanche b7 · Dame blanche sur case noire c7 · Pion noir sur case blanche a6 · Dame noire sur case blanche b3 · Tour noire sur case blanche c2 · Roi blanc sur case noire a1 | 1 |
|   | a | b | c | d | e | f | g | h |   |

On parle d'échec double quand deux pièces attaquent le roi adverse simultanément, ce qui implique un échec à la découverte. La seule façon de parer un échec double est de déplacer le roi, car il est impossible de prendre deux pièces simultanément, ni d'interposer une pièce sur deux directions d'attaque différentes. Les pièces qui mettent le roi en échec peuvent donc être toutes deux en prise sans que cela amoindrisse l'attaque. Si l'échec double peut être utilisé directement pour mater le roi adverse (voir diagramme de droite), il peut aussi, en le forçant à se déplacer, l'entraîner efficacement dans un réseau de mat.

## Échec perpétuel
Si un des deux joueurs peut donner une suite d'échecs illimitée, sans possibilité d'interruption par l'adversaire, et sans mener à un échec et mat, on parle d'échec perpétuel. Ce cas n'est pas mentionné explicitement dans les règles du jeu d'échecs, car il finit par se retrouver dans un cas plus général de nullité de la partie : soit par répétition de la position, soit par accord mutuel des joueurs, soit par application de la règle des 50 coups,.

## Dicton
Sur les autres projets Wikimedia :
- mazette voit échec, mazette fait échec, sur le Wiktionnaire

Mazette voit échec, mazette fait échec
Les débutants ont toujours tendance à donner un échec si c'est possible, même si ce n'est pas le meilleur coup[réf. souhaitée].